# Південно-Уральський нікелевий комбінат
Південно-Уральский нікелевий комбінат (“Южуралникель”) – металургійне підприємство у місті Орськ Оренбурзької області Росії.
В 1935 році прийняли рішення про будівництво в Орську нікелевого заводу, який би використовував руду розташованих неподалік Аккерманівського та Айдарбацького рудників, що зводились за єдиним задумом із металургійним виробництвом. Крім того, технологія плавки потребувала кокс та вапняк (джерелом останнього стала Аккерманівська вапнякова копальня).
Звод провів першу плавку із отриманням нікелевого штейн наприкінці 1938-го, а в 1939-му видав перший гранульований нікель. В 1940-му завершили будівництво гідрометалургійного цеху, який з 1941-го почав виупск кобальту та сульфату нікелю. Фактичний випуск продукції в перерахунку на метал склав у 1941-му 5030 тон нікуля та 20 тон кобальту.
У 1942-му на основі обладнання, евакуйованого з Кольського півострова із заводу «Северникель» в Орську запустили електролізний цех, що дав можливість випускати металічний нікель із мідно-нікелевого штейну, який надходив з Норильська.
Починаючи з 1943-го поставки рудної сировини також здійснювали Айдирлинський нікелевий рудник (так само Оренбурзька область) та Кемпірсайський нікель-кобальтовий рудник (Казахстан), а з 1961-го найважливішим постачальником стала Куба, звідки надходив високоякісний нікель-кобальтовий концентрат (з огляду на останнє потужність електролізного цеху збільшили утричі).
Також можливо відзначити, що Південно-Уральському нікелевому комбінату підпорядкували Буруктальський феронікелевий завод, який почав роботу в 1960-х роках у тій же Оренбурзькій області.
Після розпаду СРСР припинились поставки кубинського концентрату, так само як і видобуток нікель-кобальтових руд у Казахстані. Як наслідок, нікелевий завод в Орську потрапив у скрутне економічне становище та був вимушений шукати нові джерела постачання сировини. З 1995-го ним став Сахарінський рудник у сусідній Челябінській області, крім того, намагались активно залучати до використання руду Буркутальського родовища, яка мала важкий для переробки склад.
В 2000-х роках ситуацію вдалось нормалізувати. В 2007 – 2011 роках комбінат випускав від 15,6 до 17,1 тисяч тон продукції (в перерахунку на нікель), з якої 90% припадало на феронікель.
Втім, спроби підібрати ефективну технологію збагачення руди Буруктальского родовища так і не принесли успіху, а застаріла технологія з використанням коксу суттєво поігршувала економічні показники. Як наслідок, в 2012-му завод в Орську зупинили і станом на початок 2020-х він так і не відновив роботу.